# Trichophyton yaoundei
Trichophyton yaoundei är en svampart som beskrevs av G. Cochet & Doby-Dub. 1957. Trichophyton yaoundei ingår i släktet Trichophyton och familjen Arthrodermataceae.   Inga underarter finns listade i Catalogue of Life.